# Premier ministre de l'Inde
Le Premier ministre de l'Inde (en hindi : भारत के प्रधान मंत्री IAST : Bhārat kē Pradhānamantrī ; en anglais : Prime Minister of India) est le chef du gouvernement central de la république d'Inde.
L'Inde est, depuis 1950, une république parlementaire dont le gouvernement suit le système de Westminster : le président de l'Inde est à la tête du pouvoir exécutif, mais son rôle est avant tout cérémoniel, tandis que le Premier ministre exerce la réalité du pouvoir avec son gouvernement.
L'actuel Premier ministre indien est Narendra Modi, en fonction depuis le 26 mai 2014.

## Cadre constitutionnel
La Constitution indienne fait du président de l'Inde le chef de l'exécutif, et du Premier ministre le chef du conseil des ministres chargé d'assister et conseiller le président dans la conduite du pouvoir exécutif :

« Le pouvoir exécutif de l'Union sera attribué au président et sera exercé soit directement soit par des agents subordonnés, en accord avec la Constitution. »

« Il y aura un Conseil des ministres avec le Premier ministre à sa tête afin d'aider et de conseiller le président qui devra, dans l'exercice de ses fonctions, agir en accord avec ces conseils. »

Ainsi, les pouvoirs du chef de l'État sont largement cérémoniels et le Premier ministre indien, chef du gouvernement, est responsable du pouvoir exécutif. L'Inde suivant un système parlementaire, le Premier ministre est généralement le chef du parti ou de la coalition jouissant d'une majorité à la Lok Sabha, la chambre basse du Parlement de l'Inde, devant lequel le gouvernement est responsable.
Le Premier ministre doit être membre de l'une des deux chambres du Parlement ou s'y faire élire dans les six mois qui suivent son élection au suffrage universel direct.

## Processus de nomination

### Éligibilité
L'article 84 de la Constitution de l'Inde, qui fixe les conditions pour être élu membre du Parlement, et l'article 75, qui fixe celles pour être nommé ministre du gouvernement central, impose les conditions suivantes pour être Premier ministre de l'Inde : 
- être un citoyen indien ;
- être membre de la Lok Sabha ou de la Rajya Sabha ; si la personne élue Premier ministre n'est pas membre de l'une des deux chambres à son élection, il doit le devenir dans les six mois ;
- avoir plus de 25 ans pour les membres de la Lok Sabha et plus de 30 ans pour les membres de la Rajya Sabha ;
- ne détenir aucun poste rémunéré du gouvernement indien ou d'un gouvernement d'un État ou d'une autorité locale.

### Serment
Le Premier ministre est tenu de prêter un serment de fonction et un serment de secret en présence du président de l'Inde :
« I, [nom], do swear in the name of God/solemnly affirm that I will bear true faith and allegiance to the Constitution of India as by law established, that I will uphold the sovereignty and integrity of India, that I will faithfully and conscientiously discharge my duties as prime minister for the Union and that I will do right to all manner of people in accordance with the Constitution and the law, without fear or favour, affection or ill-will. »
« Moi, [nom], je jure au nom de Dieu/j'affirme solennellement que je porte vraies foi et allégeance à la Constitution de l'Inde comme établie par la loi, que je soutiendrai la souveraineté et l'intégrité de l'Inde, que j'accomplirai fidèlement et consciencieusement mes devoirs comme Premier ministre pour l'Union et que je veillerai au bien du peuple en accord avec la Constitution et la loi, sans peur ni faveur, affection ni mauvaise volonté. »
« I, [nom], do swear in the name of God/solemnly affirm that I will not directly or indirectly communicate or reveal to any person or persons any matter which shall be brought under my consideration or shall become known to me as prime minister for the Union except as may be required for the due discharge of my duties as such Minister. »
« Moi, [nom], je jure au nom de Dieu/j'affirme solennellement que je ne communiquerai ni ne révèlerai directement ou indirectement à quiconque toute information qui me serait soumise que je serai amener à connaître comme Premier ministre pour l'Union excepté de la manière requise pour l'accomplissement de mes devoirs comme tel ministre. »

## Rôle et pouvoir
Le Premier ministre est à la tête du gouvernement fédéral de l'Inde, appelé en Inde « gouvernement central » (« central government ») ou « gouvernement de l'Union » (« Union government »). Il propose au président la nomination des autres ministres et la répartition des ministères.
Le Premier ministre est en outre généralement responsable de certains ministères, notamment :
- le Comité des nominations du Cabinet ;
- le ministère du Personnel, des Plaintes publiques et des Pensions ;
- l'Institution nationale pour la Transformation de l'Inde ;
- le département de l'Énergie atomique ;
- le département de l'Espace ;
- l'Autorité de commandement nucléaire.

Le Premier ministre représente l'Inde dans diverses délégations à l'étranger.